# Picardische Terz

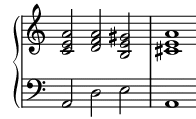
Datei:Picterz vollkadenz.ogg a-moll-Vollkadenz mit picardischer Dur-Terz am Schluss

Unter picardischer Terz versteht man in der Musik die große Dur-Terz im Tonika-Schlussakkord eines musikalischen Abschnittes, der eigentlich in Moll steht. Der Molldreiklang galt bis zum Zeitalter der Renaissance, wie zum Beispiel Zarlino (1558) ausführt, als Dissonanz, und deshalb hat sich im Schlussakkord der vollkommene Durakkord als Aufhellung durchgesetzt.
Erklärung: Ein reiner Durakkord erzeugt Differenztöne, die nichts anderes ergeben als wiederum denselben Durakkord, der Mollakkord dagegen erzeugt Differenztöne, die etwas ganz anderes ergeben. Beim Durakkord entsprechen sich in weitem Maße die Obertöne, nicht jedoch so beim Mollakkord.
Hermann von Helmholtz schreibt in „Die Lehre von den Tonempfindungen“:

„Wenn am Schlusse eines Satzes, der in einer Molltonart sich bewegt, zuletzt ein Duraccord eintritt, so klingt dies immer wie eine plötzliche und unerwartete Aufhellung des trüben Charakters der Molltonart; ein solcher Schluss erscheint nach der Sorge, dem Kummer, der Unruhe des Mollsatzes erheiternd, aufklärend und versöhnend.“

Jean-Jacques Rousseau führt die Bezeichnung „picardische Terz“ (Tierce de Picardie) in seinem Dictionnaire de Musique (1768) darauf zurück, dass die oben beschriebene Praxis (Dur-Schluss im Moll-Kontext) am längsten in der Kirchenmusik gepflegt worden sei und dementsprechend insbesondere in der französischen Provinz Picardie mit ihren zahlreichen Kathedralen und Kirchen.

Demgegenüber stellt Robert A. Hall die Hypothese auf, die geographische Angabe „de Picardie“ sei eine Reinterpretation des altfranzösischen Adjektivs picart, picarde (deutsch: „scharf“, „spitz“); mit tierce picarde sei demnach eine „geschärfte“ Durterz am Ende eines in Moll gehaltenen Abschnitts beschrieben worden.
Diese Tradition hielt sich als Konvention bis ins Barock. Bei Johann Sebastian Bach zum Beispiel enden viele Choräle, Orgeltoccaten usw., die in einer Molltonart stehen, mit einem Durakkord, jedoch manchmal auch schon (zum Beispiel in der Toccata und Fuge d-Moll BWV 565) mit einem Mollakkord. Nach dem Zeitalter des Barocks sind Dur-Schlüsse in Mollkompositionen nur noch als Ausdrucksmittel zu betrachten und wurden damit seltener. Zu Mozarts Zeiten war der Mollschluss in den Molltonarten bereits das Übliche.
Zeitlich parallel zum Verschwinden der picardischen Terz wurden die mitteltönigen Stimmungen durch wohltemperierte Stimmungen abgelöst. Dass die Praxis des Dur-Schlussakkordes aber aufgrund der Einführung der wohltemperierten Stimmungen aufgegeben wurde, ist eine umstrittene These.
Hörbeispiel:
| Mollakkord-Tonika/Mollakkord-Subdominante/Durakkord-Tonika | rein mitteltönig gleichstufig |

Vergleich der Intervallgrößen (in Cent):
| Intervall                       | rein | mitteltönig | gleichstufig |
| ------------------------------- | ---- | ----------- | ------------ |
| große Terz {a–cis' bzw. c'–e'}  | 386  | 386         | 400          |
| kleine Terz {a–c' bzw. cis'–e'} | 316  | 310         | 300          |
| Quinte {a–e'}                   | 702  | 697         | 700          |